# Canton de Champigny-sur-Marne-Centre
Le canton de Champigny-sur-Marne-Centre est une ancienne division administrative française située dans le département du Val-de-Marne et la région Île-de-France.
À la suite du redécoupage cantonal de 2014, les cantons concernant Champigny-sur-Marne sont supprimés afin de permettre la création des cantons de Champigny-sur-Marne-1 et de Champigny-sur-Marne-2.

## Histoire
Les anciens cantons de Champigny-sur-Marne-Est, Champigny-sur-Marne-Ouest et Chennevières-sur-Marne sont rescindés par le décret du 24 décembre 1984, afin de créer : 

- le canton de Champigny-sur-Marne-Centre ;

- le canton de Champigny-sur-Marne-Est ;

- le canton de Champigny-sur-Marne-Ouest ; 

- le canton de Chennevières-sur-Marne ;

- et le canton d'Ormesson-sur-Marne.
Un nouveau découpage territorial du Val-de-Marne entré en vigueur à l'occasion des premières élections départementales suivant le décret du 17 février 2014. Les conseillers départementaux sont, à compter de ces élections, élus au scrutin majoritaire binominal mixte. Les électeurs de chaque canton élisent au Conseil départemental, nouvelle appellation du Conseil général, deux membres de sexe différent, qui se présentent en binôme de candidats. Les conseillers départementaux sont élus pour 6 ans au scrutin binominal majoritaire à deux tours, l'accès au second tour nécessitant 12,5 % des inscrits au 1er tour. En outre, la totalité des conseillers départementaux est renouvelée. Ce nouveau mode de scrutin nécessite un redécoupage des cantons dont le nombre est divisé par deux avec arrondi à l'unité impaire supérieure si ce nombre n'est pas entier impair, assorti de conditions de seuils minimaux. Dans le Val-de-Marne le nombre de cantons passe ainsi de 49 à 25.
Dans ce cadre, le canton est supprimé, et le territoire de la commune de Champigny-sur-Marne est réparti entre les canton de Champigny-sur-Marne-1 et de Champigny-sur-Marne-2

## Représentation
| Période | Période | Identité          | Étiquette | Qualité |
| ------- | ------- | ----------------- | --------- | --- |
| 1985    | 2015    | Maurice Ouzoulias | PCF       | Économiste dans le secteur du bâtiment Conseiller municipal de Champigny-sur-Marne Président du SIAAP (2001, → ) |

## Composition
Le canton de Champigny-sur-Marne-Centre comprenait, selon la toponymie du décret de 1984, « la portion de territoire de la commune de Champigny-sur-Marne délimitée par la limite territoriale de la commune de Villiers-sur-Marne, par l'axe des voies ci-après : rue des Nations (à partir de la limite de la commune de Villiers-sur-Marne), place de l'Union, rue Voltaire, avenue Maurice-Thorez, par les limites territoriales des communes de Chennevières-sur-Marne et Saint-Maur-des-Fossés (jusqu'au droit de la rue de l’Église), par une ligne imaginaire tracée dans l'axe de la rue de l’Église de la limite territoriale de la commune de Saint-Maur-des-Fossés à la rue de l’Église, par l'axe des voies ci-après : rue de l’Église, rue Louis-Talamoni, rue Jean-Jaurès, rue Rossignano-Maritimo et boulevard de Stalingrad (jusqu'à l'avenue Aristide-Briand) et par la limite territoriale du canton de Bry-sur-Marne (jusqu'à la limite de la commune de Villiers-sur-Marne) ».
Le reste de la commune de Champigny-sur-Marne était divisé en 3 autres cantons : le canton de Bry-sur-Marne, le canton de Champigny-sur-Marne-Est et le canton de Champigny-sur-Marne-Ouest.
| Communes                             | Population (2012) | Code postal | Code Insee |
| ------------------------------------ | ----------------- | ----------- | ---------- |
| Champigny-sur-Marne, commune entière | 74 237            | 94 500      | 94 017     |

## Démographie
| 1962 | 1968 | 1975 | 1982 | 1990   | 1999   | 2009 |
| ---- | ---- | ---- | ---- | ------ | ------ | ---- |
| -    | -    | -    | -    | 26 944 | 25 222 | -    |